# Gryn
Gryn är spannmål som klippts ned till mindre bitar. Mannagryn är gryn av vete och couscousgryn är vanligen gjorda av durumvete. Korngryn används bland annat som ingrediens i pölsa. Havregryn är egentligen flingor, där grynen ("havrekross") ångas och valsas till flingor. 
Klippningen går till så att sädeskornen får gå mellan två valsar vilka består av tunna skivor på rad som liksom en sax klipper av sädeskornet i mindre bitar.